# Вид Белец
Вид Белец (Марибор, 6. јун 1990) словеначки је фудбалер који игра на позицији голмана. Тренутно наступа за Салернитану и репрезентацију Словеније.

## Биографија
Белец је на лето 2007. године из млађих категорија Марибора, заједно са Рене Крхином прешао у редове италијанског великана Интер из Милана, где је био до 2009. године када је у новембру потписао петогодишњи уговор са црно–плавима. Као члан Интера Белец је одлазио на позајмице у Кротоне, португалски Ољаненсе и турски Коњаспор. Напустио је Интер не дочекавши деби на голу првог тима у првенственим утакмицама. У лето 2015. године прешао је у Карпи где је провео две сезоне да би у лето 2017. дошао у Беневенто. За словеначку фудбалску репрезентацију почео је да игра са 19 година, а 2009. године је учествовао на Европском првенству у фудбалу до 19 година..